# توم فانك (رسام توضيحي)
توم فانك (بالإنجليزية: Tom Funk)‏ هو رسام توضيحي أمريكي، ولد في 1911، وتوفي في 2003.